# Sveti Anton (Malinska-Dubašnica)
 Sveti Anton  (olaszul:  Sant'Antonio di Veglia) falu Horvátországban Tengermellék-Hegyvidék megyében. Közigazgatásilag Malinska-Dubašnica községhez tartozik.

## Fekvése
Krk északnyugati részén Malinskától 3 km-re délre fekszik. A szigetnek ezt a részét, ahova Sveti Anton és a környező települések is tartoznak Dubašnicának hívják.

## Története
A település nevét a központjában álló, Páduai Szent Antal tiszteletére szentelt templomáról kapta. A sziget a 12. századtól a Frangepánok igazgatása alatt állt, majd 1480-tól közvetlenül Velencei Köztársasághoz tartozott. Dubašnica volt a Krk-sziget egyetlen része, ahol ebben a korban városi település nem alakult ki. Ezt a vidéket egykor nagy kiterjedésű erdők és köztük legelők borították, az újonnan érkező lakosság azonban fokozatosan szántókká változtatta.
A napóleoni háborúk egyik következménye a 18. század végén a Velencei Köztársaság megszűnése volt. Napóleon bukása után Krk is osztrák kézre került, majd a 19. század folyamán osztrák uralom alatt állt. 1867-től 1918-ig az Osztrák-Magyar Monarchia része volt. 1857-ben 116, 1910-ben 39 lakosa volt. Az Osztrák–Magyar Monarchia bukását rövid olasz uralom követte, majd a település a Szerb–Horvát–Szlovén Királyság része lett. A második világháború idején előbb olasz, majd német csapatok szállták meg. A háborút követően újra Jugoszlávia, majd az önálló horvát állam része lett.  2011-ben 147 lakosa volt.

## Lakosság
| Lakosság változása | Lakosság változása | Lakosság változása | Lakosság változása | Lakosság változása | Lakosság változása | Lakosság változása | Lakosság változása | Lakosság változása | Lakosság változása | Lakosság változása | Lakosság változása | Lakosság változása | Lakosság változása | Lakosság változása | Lakosság változása |
| ------------------ | ------------------ | ------------------ | ------------------ | ------------------ | ------------------ | ------------------ | ------------------ | ------------------ | ------------------ | ------------------ | ------------------ | ------------------ | ------------------ | ------------------ | ------------------ |
| 1857               | 1869               | 1880               | 1890               | 1900               | 1910               | 1921               | 1931               | 1948               | 1953               | 1961               | 1971               | 1981               | 1991               | 2001               | 2011               |
| 116                | 128                | 156                | 152                | 141                | 156                | 152                | 149                | 142                | 134                | 119                | 88                 | 102                | 100                | 121                | 147                |

## Nevezetességei
Páduai Szent Antal tiszteletére szentelt temploma egyhajós épület, kis félköríves szentéllyel. Homlomzata felett nyitott római típusú harangtorony áll benne két haranggal. A homlokzat elé tágas fedett előcsarnokot építettek, melynek bal oldalán egy fülkében Szent Antal szobra látható.